# A Saint-Mammès. Sol de juny
A Saint-Mammès. Sol de juny (també anomenat El tombant del Loing) és un oli sobre tela de 66 × 92,5 cm realitzat per Alfred Sisley l'any 1892, el qual es troba al Museu Nacional d'Art de Catalunya.

## Context històric i artístic
Alfred Sisley (els primers paisatges del qual denoten la influència de l'Escola de Barbizon i de Gustave Courbet) és l'únic pintor pròpiament impressionista amb què compta el MNAC. Aquesta obra va ésser adquirida per l'Ajuntament de Barcelona l'any 1917 a l'Exposició d'art francès que es va organitzar a la Ciutat Comtal durant la Primera Guerra Mundial per a mostrar la solidaritat amb els artistes francesos, que aquell any no havien pogut celebrar el seu tradicional salon parisenc. A Saint-Mammès. Sol de juny és una pintura representativa de la darrera etapa creativa de Sisley, quan havia deixat París per a establir-se a la regió de Moret, prop de Fontainebleau.

## Descripció
L'especial sensibilitat de Sisley per a copsar els efectes de llum en paisatges fluvials va motivar que entre el 1880 i el 1895 el riu Loing esdevingués l'indret més habitual en les seues recerques estètiques. L'estructura d'aquesta pintura -línia de l'horitzó molt baixa i celatge clar i lluminós-, així com les petites pinzellades juxtaposades, són les habituals de les teles d'aquesta època. Destaquen les dues zones d'arbres, uns en primer terme que deixen passar els raigs del Sol i els altres formant una filera compacta que segueix el curs del riu en una diagonal que condueix la vista de l'espectador fins al viaducte i el poble de Saint-Mammès, al fons de la composició. A banda, cal observar la capacitat de Sisley per a oferir-nos a través d'una natura lluminosa i poètica una mirada personal i positiva del món.